# دميترو كريفتسوف
دميترو كريفتسوف (بالأوكرانية: Кривцов Дмитро Іванович)‏ مواليد 3 أبريل 1985 في ميكولايف أوبلاست، الجمهورية الأوكرانية السوفيتية الاشتراكية، هو دراج أوكراني في صنف سباق الدراجات على الطريق. شارك في دورة الألعاب الأولمبية الصيفية.

## روابط خارجية
- دميترو كريفتسوف على موقع الاتحاد الدولي للدراجات (الإنجليزية)
- دميترو كريفتسوف على موقع أرشيف الدراجات (الإنجليزية)
- دميترو كريفتسوف على موقع إحصائيات الدراجات الإحترافية (الإنجليزية)
- دميترو كريفتسوف على موقع نسبة الدراجات (الإنجليزية)
- دميترو كريفتسوف على موقع أوليمبيديا (الإنجليزية)